# VectraMedia.TV
VectraMedia.TV – nowy ogólnopolski kanał planszowy o charakterze informacyjno-komercyjnym, emitowany przez sieć kablową Vectra w wariancie cyfrowym. Wystartował 1 czerwca 2010 roku, zastępując dotychczasowy kanał Anonse.tv. Jest to tzw. pilotowy kanał projektu Vectra Media, skupiającym telewizyjne kablowe lokalne ośrodki nadawcze.